# Argyrosomus
Argyrosomus è un genere di pesci ossei marini appartenenti alla famiglia Sciaenidae.

## Distribuzione e habitat
Questi pesci sono presenti in tutti gli oceani tranne che lungo le coste americane. Sono particolarmente comuni nelle acque sudafricane e nell'Oceano Indiano. Nel mar Mediterraneo vive la specie A. regius.
Sono tipici abitanti delle spiagge sabbiose (anche se alcune specie possono trovarsi su fondi duri) a piccole profondità. Sono tutti più o meno eurialini e possono penetrare negli estuari.

## Specie
- Argyrosomus amoyensis
- Argyrosomus beccus
- Argyrosomus coronus
- Argyrosomus heinii
- Argyrosomus hololepidotus
- Argyrosomus inodorus
- Argyrosomus japonicus
- Argyrosomus regius
- Argyrosomus thorpei